# نخل‌های بانو
نخل‌های بانو (نام علمی: Rhapis) نام یک سرده از خانواده نخل است.